# Oleguer Junyent i Sans
Oleguer Junyent i Sans (Barcelona, 1876 – 1956) fou un artista polifacètic, escenògraf, dibuixant, pintor, cartellista, decorador, col·leccionista, antiquari i gran viatger català. Conegut per ser l'autor del famós llibre Roda el món i torna al Born. Fill de Francesc de Paula Junyent i Busqué i Francesca Sans i Riera nascuts a Barcelona. Fou germà del pintor i crític d'art Sebastià Junyent, i net de Sebastià Junyent i Comes (Calaf, 1805 - Barcelona, 1874) espardenyer d'ofici, organitzador dels famosos carnestoltes barcelonins de finals del xix al Born.

## Formació
Va estudiar a l'Escola de la Llotja (1890-1895), inicià també la seva formació artística al taller de l'escenògraf Fèlix Urgellès fins als vint anys, i després va passar a treballar amb Miquel Moragas i Salvador Alarma i, tres anys més tard, juny amb Francesc Soler i Rovirosa, qui li confià al cap de poc la seva direcció del seu taller.
L'any 1899 marxa cap a París, i durant dos anys treballa al taller de l'escenògraf Eugène-Louis Carpezat, quan aquest es troba en l'apogeu de la seva carrera. Durant la seva estada a París l'any 1900, va conviure amb Canals, Sunyer, Nonell i Anglada Camarasa.

## Escenògraf
Entre els anys 1899 i 1933 es dedicà professionalment a l'escenografia, creant més de quaranta obres, una bona part de les quals per al Gran Teatre del Liceu de Barcelona. S'inicià amb l'escenografia de Blancafort per al Teatre Íntim d'Adrià Gual.
Malgrat ser considerat com una de les principals figures de l'escola realista catalana, sota el mestratge de Francesc Soler i Rovirosa i Maurici Vilomara fou un artista innovador tant en l'aspecte temàtic dels seus decorats com en les tècniques teatrals.
Les seves realitzacions van tenir sempre molt ressò i van ser destacades per la premsa de l'època, com és el cas de la realització junt amb Maurici Vilomara, l'escenografia per al Parsifal de Richard Wagner, per al Gran Teatre del Liceu, el 1913, diaris i revistes reprodueixen els telons i figurins.
L'any 1917 va tenir lloc l'estrena de L'auca del senyor Esteve al teatre Victòria del paral·lel per a la qual Oleguer Junyent va crear les escenografies i els figurins del teatre.

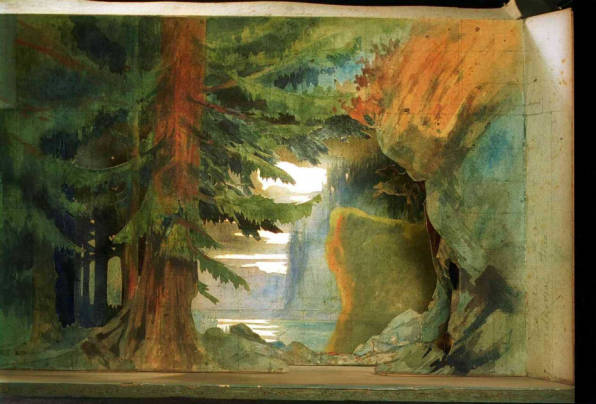
Oleguer Junyent, Capvespre dels Déus: Bosc feréstec dalt de la roca de les valquíries de Richard Wagner (1901); Col·lecció del MAE (Centre de Documentació i Museu de les Arts Escèniques).

De la seva col·laboració amb el Gran Teatre del Liceu destaca les escenografies wagnerianes, com ara Götterdämmerung, o les de l'òpera Louise, de Gustave Charpentier, i La vida breve, de Falla i El amor brujo de 1933 la seva darrera escenografia.
Després de viatjar per Europa i d'instal·lar-se a París, on fou deixeble de Carpezat, emprengué una volta al món, el resultat de la qual fou el llibre Roda el món i torna al Born (1910). Posteriorment, publicà Viaje de un escenógrafo a Egipto (1919) i Mallorca, fotografías de la "Illa Daurada" (~1920). El 1934 va fer les il·lustracions per al llibre infantil La Venjança Catalana editat per Llibreria Catalònia.

## Decorador
La seva intervenció en el camp de les arts aplicades com a decorador d'interiors va ser molt destacada. Va realitzar les pintures murals i les vidrieres del palauet de Salvador Andreu.
L'any 1900 junt amb l'ebenista i decorador d'interiors Gaspar Homar i Pau Roig i Cisa participarà en la decoració de la Casa Burés treball que finalitzarà el 1906, on Junyent fa sis pintures murals sobre contes infantils d'origen germànic per a la "sala dels nens", un saló d'uns 60 m². que conté mobles i mosaics de Gaspar Homar com una llar de foc amb una escena de Hänsel i Gretel feta en mosaic, davant de la qual hi ha una estructura en fusta totalment tallada i amb bancs interiors, obra de Joan Carreras i Farré. Els mosaics del terra simulen flames sortint de la llar de foc.
Col·labora també en el projecte del mobiliari de la Casa Burés amb Gaspar Homar amb dissenys de caràcter viking, a la manera de les talles de les esglésies noruegues, difoses a través del Pavelló dedicat a Escandinàvia a l'Exposició Universal de París de 1900.
Entre els anys 1903 i 1905 intervé de manera notable en la decoració del Cercle del Liceu dissenyant la porta d'entrada al rebedor de la planta baixa, la porta de l'ascensor modernista del pis principal els agafadors de les portes d'una part del Cercle, els arrambadors de marbre i les baranes de llautó de l'escala que porta al pis principal decora el vestíbul del pis principal i el rebedor de la planta baixa (1903-1905) junt amb l'arquitecte Juli Batllevell. a on destaquen els quatre vitralls de tema wagnerià realitzats entre 1903 i 1904 que s'obren al mur del carrer de Sant Pau: Enterrament de Sigfrid, Murmuris de la Selva, Encantament de Brunilda i Les filles del Rin realitzades pel vitraller Antoni Bordalba. sobre una concepció d'Oleguer Junyent i un disseny a cura de Josep Pey.

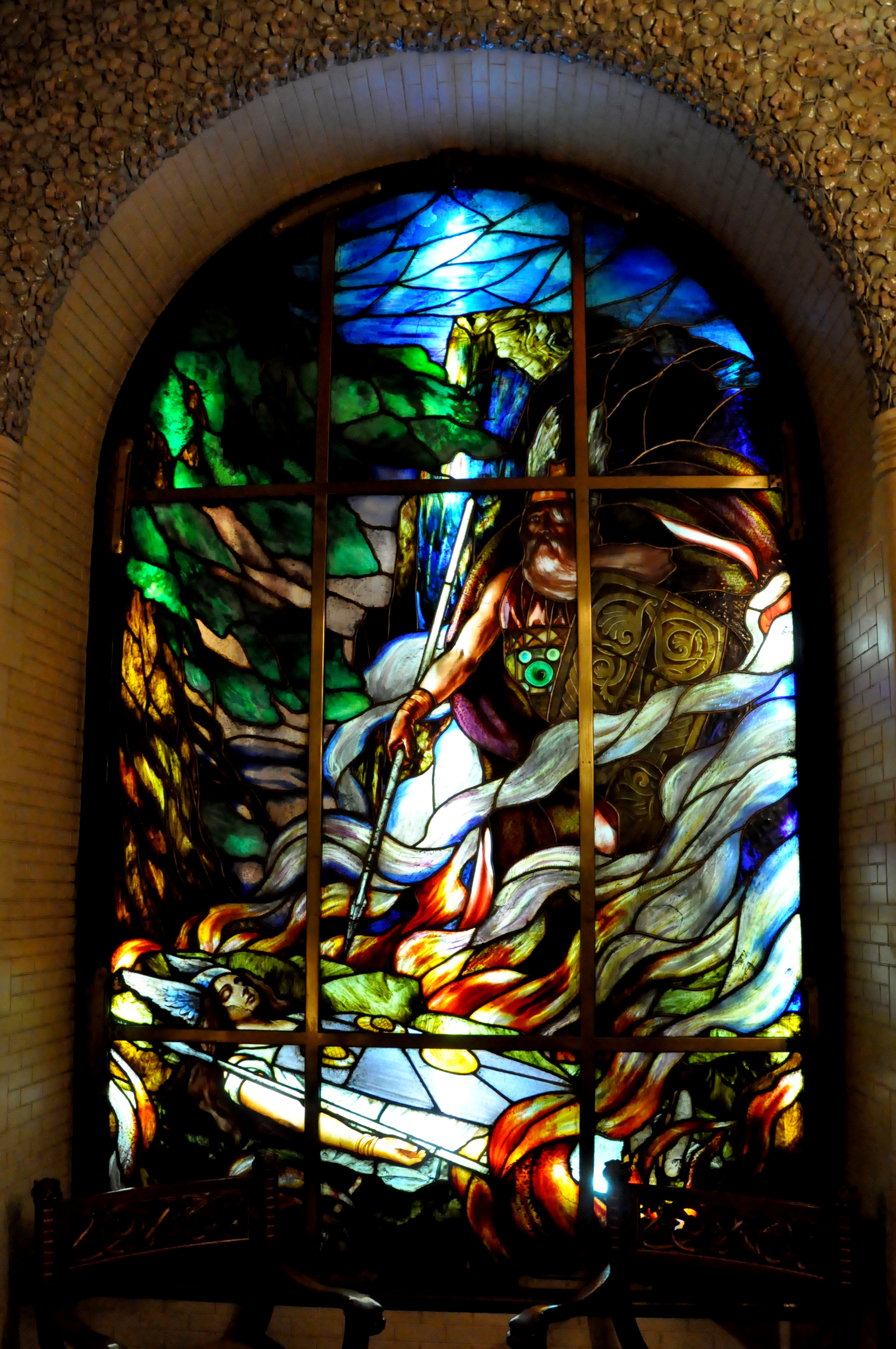
Cercle del Liceu, vitrall amb el tema Encantament de Brunilda de Wagner.

Els vitralls estaven realitzats segons una combinació de vidre catedral, vidre americà, vidre imprès i la utilització de la tècnica de la grisalla i dels esmalts que el fan molt inusual dins el context del vitrall modernista català.
El pintor, dibuixant i decorador, Josep Pey. fou un gran amic i col·laborador en el taller de Junyent a partir de 1902 quan aquest torna de París i fins a 1909 quan adquireix la casa del davant del carrer de Bonavista, 22 on viurà per sempre i on tindria el taller-estudi definitiu.
Encara dins del Cercle del Liceu intervé en la sala anomenada "la Peixera" arranjada en el seu conjunt pel decorador Josep Pascó (1901-1903), amb unes pintures murals que decoren l'espai considerat en el seu conjunt com una obra d'art total.
Les pintures representen una vista de Barcelona des del Tibidabo que continua amb la comarca del Barcelonès, amb les fàbriques i les xemeneies fumejant envoltades d'elements florals i vegetals, cactus florits, magraners, roures, ametllers florits, tarongers, pomeres, elements que continuen i es fan evidents a la llar de foc de Josep Pascó
Va intervenir en la remodelació de l'antiga seu del Círculo Ecuestre, on va realitzar uns plafons decoratius amb motius referents als jardins del Laberint del marquès d'Alfarràs, els del Palau de Luxemburg, els del Gran Casino de Vichy i els d'una quinta italiana, corresponents a cadascun dels quatre costats de la sala.
Junt amb el seu amic Maurici Vilumara decorà la Caixa Vilumara, propietat de la família d'aquest darrer, a la nova seu de la Rambla (actual Museu de Cera).
Oleguer Junyent fou assessor artístic de l'Exposició Internacional d'Indústries Elèctriques i General Espanyola de 1915
Junyent fou el director artístic i l'encarregat de l'organització de la Secció Retrospectiva de 
l'Exposició del Moble i Decoració d'Interiors de Barcelona (1923) i anys més tard fou també l'assessor artístic i un personatge clau en l'Exposició Internacional de Barcelona de 1929, per a la qual treballà catorze anys. Junt amb Lluís Plandiura, Miquel Utrillo, Domènec Carles, Ricard Canals, Francesc Labarta, i Francesc d'Assís Galí va ser el creador del Poble Espanyol tots ells van pensar en la necessitat de reunir a l'Exposició tot allò pintoresc i alhora de valor artístic que hi havia a Espanya. Realitzà per l'exposició el gran quadre escenogràfic amb l'arribada de Colon a Barcelona i alguns dels diorames que representaven les províncies espanyoles. També va fer un cartell amb la imatge de la Dama d'Elx.
Durant trenta anys Junyent fou el gran mestre de les decoracions efímeres de les festes de Barcelona, organitzant desfilades, festes espectaculars a l'aire lliure, decorant els espais, programant els actes, etc. També rebé nombrosos encàrrecs de la burgesia catalana per l'organització de les seves efemèrides i commemoracions particulars. L'any 1935 fou president de la comissió per celebrar el centenari dels porxos i del Café del restaurant barceloní 7 Portes.

## Pintor
La seva faceta menys coneguda fou la de pintor. L'any 1933 mesos abans del viatge a Grècia, en companyia de Francesc Cambó a bord del iot Catalònia, propietat del polític català, decidí deixar la seva reeixida carrera com escenògraf a la qual s'havia dedicat més de trenta anys, per centrar la seva atenció en la pintura de cavallet
Anteriorment a aquesta data ja havia participat en les grans mostres col·lectives oficials de Barcelona: a La Segona Exposició de Belles Arts de 1894, a la Tercera Exposició de Belles Arts de 1896 i a la IV Exposició de Belles Arts i Indústries Artístiques de 1898.

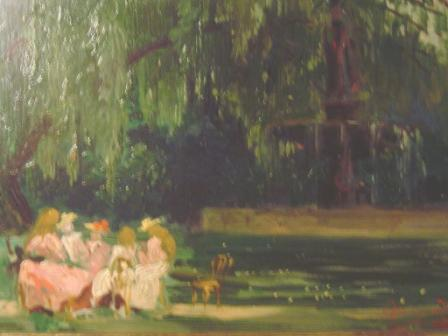
Oleguer Junyent, Jardí (1900); Biblioteca Museu Víctor Balaguer, Vilanova i la Geltrú.

L'any 1899 exposa per primera vegada en una petita sala d'exposicions que La Vanguardia tenia a Les Rambles i el 1906 continuant amb les col·lectives participa en l'"Exposició de les modernes arts i lletres catalanes" celebrada a la seu de la Lliga Regionalista en obsequi als amadors i diputats que van impugnar al Parlament la llei de jurisdiccions de maig de 1906
Pel que fa als reconeixements rep una primera medalla a l'Exposició Internacional de Barcelona de 1907. El 1910 participa en l'"Exposición de retratos antiguos y dibujos modernos y modernos" de la ciutat comtal.

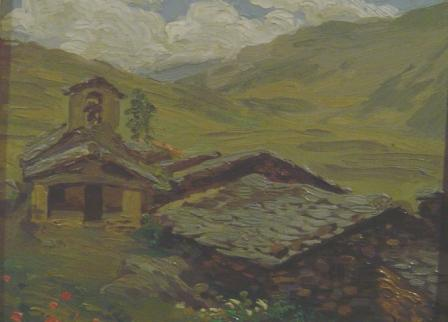
Oleguer Junyent, Pirineu català (1907); Biblioteca Museu Víctor Balaguer, Vilanova i la Geltrú.

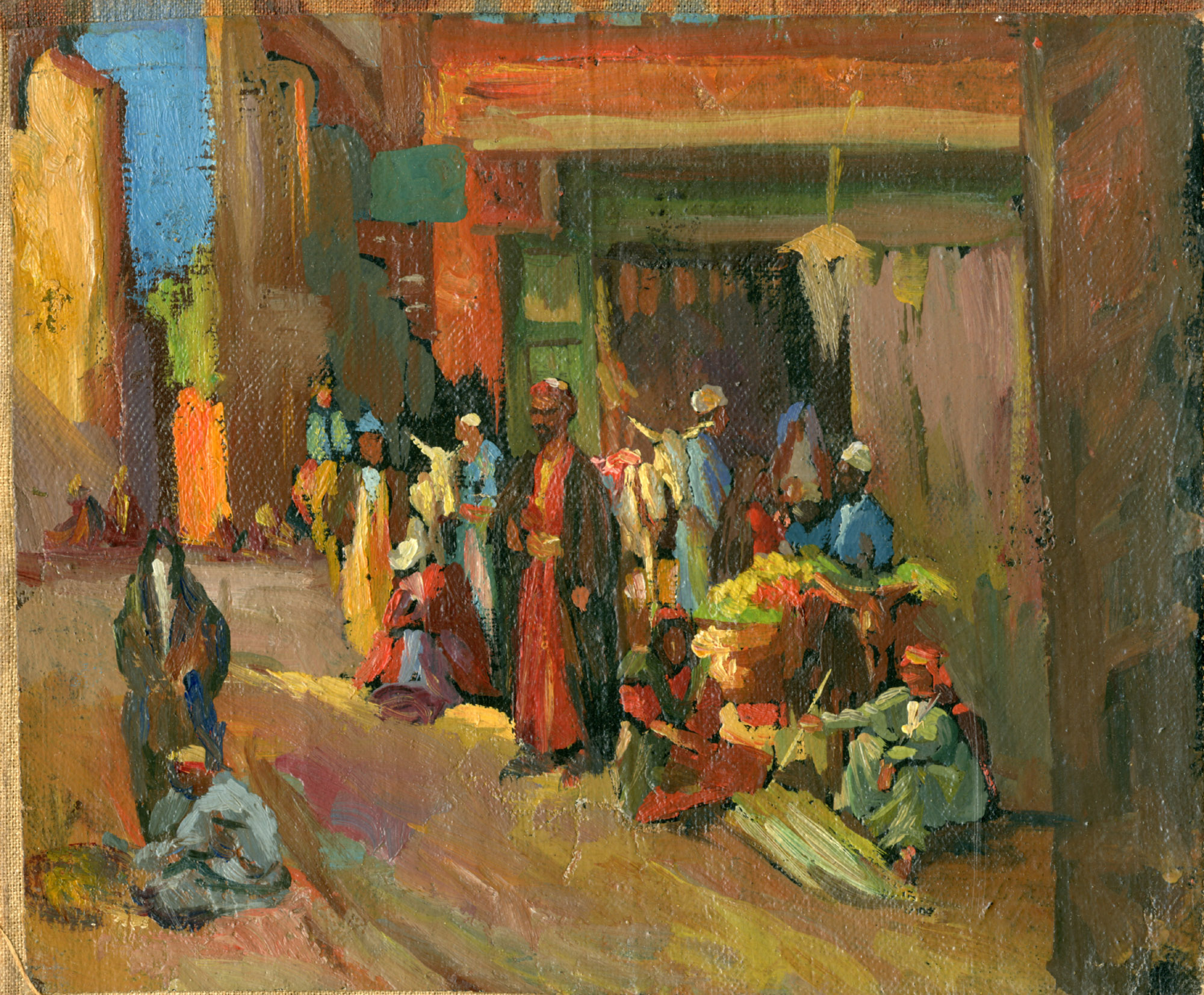
Oleguer Junyent, Mercat oriental. Roda al món i torna al Born (c. 1908); Reial Acadèmia Catalana de Belles Arts de Sant Jordi de Barcelona.

L'any 1909 de retorn del seu llarg viatge al voltant del món, que el va fer tan popular, exposa al Faianç Català, una sèrie de dibuixos, aquarel·les i pintures realitzades durant la seva travessa que van tenir un gran ressò en la Barcelona d'aquell moment.
El mes de març de 1917 exposa a les Galeries Laietanes. El 1922 participa en una col·lectiva a les Galeries Dalmau de Barcelona en una "Exposició de dibuixos de Paisatges i tipus característics catalans" organitzada per la Secció de Literatura i Belles Arts de l'Ateneu Enciclopèdic Popular i el 1923 a la mateixa sala amb una altra col·lectiva.
Entre setembre i octubre de 1923 participa en la Secció Retrospectiva de L'Exposición Internacional del Mueble y Decoración de Interiores amb altres artistes com el moblista Joan Busquets, el tapisser Tomàs Aymat els vitrallers Rigalt y Cª, etc. en la decoració d'una estança interior amb llit de matrimoni i frontal d'alcova amb cortinatges recollits.
L'any 1924 exposà a les Galeries Laietanes. La majoria eren notes molt ràpides, fetes al llarg dels seus viatges. En algunes d'aquestes notes en color, en Junyent sembla trobar el gust per la pintura i aleshores, la nota deixa de ser un document i esdevé un quadre com és el cas d'obres com Interior de Sant Pere de Galligans de Girona, Les oliveres de Lluc Alcari i el Bodegó mallorquí.
Hi presentava un total de trenta-cinc obres que s'agrupaven en tres temàtiques: Mallorca, Girona i els viatges amb el Catalònia, de fet aquests seran els seus grans temes al llarg de la seva vida com a pintor.

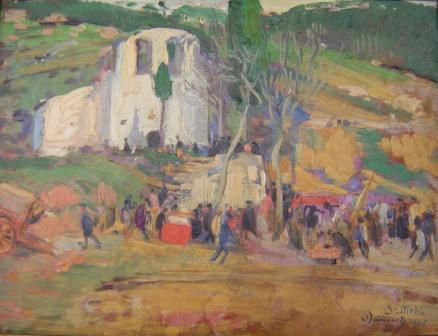
Oleguer Junyent, Sant Medir (Collserola) (1925); Biblioteca Museu Víctor Balaguer, Vilanova i la Geltrú.

La tardor de l'any 1925 tornà a exposar a les Galeries Laietanes i seguirien altres a les mateixes galeries els anys 1927 i 1930.
Va concórrer al Saló de Tardor de la Sala Parés de l'any 1926, amb motiu de la qual Francesc Costa feu un concert de violí.
El 1927 participa en l'exposició col·lectiva de primavera del Reial Círcol Artístic i el mateix any col·labora en "l'Exposició pro-monument Garreta" que organitzava del 15 al 30 de juny la Sala Parés en honor del músic Juli Garreta i també a la col·lectiva del Saló de Tardor de la mateixa sala amb concerts i conferències, que es repetirà l'any següent amb dues conferències donades per Carles Capdevila i Recasens i per Salvador Dalí.
El 1928 va organitzar una mostra al seu taller de dibuixos, aquarel·les i estudis a l'oli dibuixants o pintats per l'artista durant el viatge que va fer en el seu moment al voltant del món.
Trobem obra seva al catàleg d'obres exposades durant el mes de novembre a les "Galerías de Arte Jorba" de 1929.
Obtingué una segona medalla a l'Exposició Internacional de Barcelona de 1929 en la secció de pintura, dibuix i gravat.
L'exposició d'obres de la col·lecció d'en Ferran Benet a les Galeries Laietanes de 1930 acull obra seva.
El mes de desembre de 1930 va guanyar el premi del concurs “Barcelona vista pels seus artistes” celebrat al Palau de les Arts Decoratives amb una obra Tapineria i Corribia avui al Museu Nacional d'Art de Catalunya i aquest seguirà la participació en el concurs "Montserrat vist pels pintors catalans" l'any següent al mateix palau.
El Gran Teatre del Liceu va organitzar el 1931 una exposició retrospectiva amb un nombre important d'artistes entre ells Oleguer Junyent. En "l'Exposició Iconogràfica de la Cornamusa" organitzada per l'Orfeó Català durant el mes de novembre Junyent fou un dels col·leccionistes convidats.
L'any 1932 fou molt prolífic per l'artista. Va presentar una exposició de pintures a la Sala Busquets a on destacaven els paisatges urbans i les marines pintats a l'oli amb una pinzellada ràpida i intensa, que sobresortien per damunt dels seus apunts, dibuixos i aquarel·les que havien estat tan coneguts del públic des de feia anys. Ara semblava que la pintura de cavallet tenia molt més pes en la seva producció. Seguirà una col·lectiva a la Sala Avinyó i concorrerà al Saló de Primavera de Barcelona de 1932, 1934, 1935 i 1936 organitzats per la Junta Municipal d'Exposicions d'Art.
Serà assidu a les exposicions col·lectives de l'associació de Les Arts i els Artistes celebrades a La Pinacoteca durant els anys 1932, 1933, 1934 i 1935 que celebrà el XXV aniversari de la seva fundació.
L'any 1932 repetirà a la Sala Busquets presentant les seves pintures i dibuixos de l'Adriàtic des del "Catalònia" i el 1934 a la mateixa sala 125 apunts i dibuixos acolorits de les costes italianes i iugoslaves de l'Adriàtic, de l'arxipèlag grec i de la Grècia continental.
En la seva faceta com a pintor, es va dedicar sobretot als paisatges, molts realitzats a Mallorca, a on tenia una finca i a Eivissa, i menys a les natures mortes i als interiors. També els seus continuats viatges amb el iot Catalònia d'en Cambó al llarg de la Mediterrània foren motius dels seus quadres.

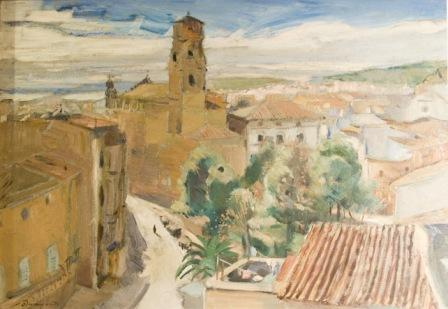
Oleguer Junyent, Palma de Mallorca (1933); Biblioteca Museu Víctor Balaguer, Vilanova i la Geltrú.

Participa en les mostres dels nous salons de la Sala Busquets durant la temporada de 1933 i 1934 amb una exposició col·lectiva d'art català actual. Just abans de l'esclat de la guerra civil exposarà a la sala "Oasis" i a les Galeries Syra amb una col·lectiva sobre el circ en les arts plàstiques.
Encara durant la guerra civil serà present al Saló de Tardor de 1938 a la Sala d'Exposicions del Casal de Cultura organitzat per la Junta d'Exposicions d'Art de la Generalitat de Catalunya.
Com a pintor va seguir certs camins del postimpressionisme i se centrà bàsicament en el paisatge, fora dels camins de l'avantguarda, la seva obra ha estat pràcticament oblidada.
Fou company de viatges de Francesc Cambó i el seu conseller artístic.
Va ser president del Reial Cercle Artístic de Barcelona el 1925 i formà part de la «Penya dels Artistes» del desaparegut Hotel Colon amb Lluís Plandiura, Enric Casanovas, Ricard Canals, Miquel Utrillo, Manuel Humbert, Alexandre de Cabanyes, Jaume Llongueras, Xavier Nogués, Pere Inglada, Josep Dunyac, Francesc Labarta, Josep Porta i el famós «gourmet» Alexandre Riera.

## Col·leccionista
Fou un dels més importants proveïdors d'obres per a col·leccionistes com Lluís Plandiura, el col·leccionista privat més important d'art medieval o Francesc Cambó, a qui assessorà també en la compra d'art europeu i amb qui l'uní una bona amistat inclús al llarg dels anys de l'exili. Al mateix temps Junyent anirà construint una interessant col·lecció pròpia, en la que destaquen la col·lecció d'arquetes, escultura, ceràmica o ferro forjat, abans de dedicar-se de manera preferent a la pintura com el seu germà Sebastià.
L'Estudi-Taller d'Oleguer Junyent situat al carrer Bonavista de Barcelona es pot visitar.
Oleguer Junyent formà part durant anys de la Junta de Museus de Catalunya en un període on es van adquirir i rescatar algunes de les millors obres pel Museu d'Art de Catalunya

## Fons
El Centre de Documentació i Museu de les Arts Escèniques conserva gran part de l'escenografia de l'artista. Aquesta es pot trobar a l'Escena digital.